# Deklarace práv člověka a občana
Deklarace práv člověka a občana (francouzsky: La Déclaration des droits de l’homme et du citoyen), vyhlášená francouzským Ústavodárným národním shromážděním v roce 1789, je základním dokumentem o lidských právech z období Francouzské revoluce. Jednalo se o dokument, na kterém francouzští občané postavili legitimní základy nové ústavy a který otevírá témata rovnosti před zákonem, dělbu moci a odpovědnost úřednického aparátu za své činy.
Deklarace, inspirovaná osvícenskými filozofy, se stala základním vyjádřením hodnot Francouzské revoluce. Ovlivnila vývoj lidového pojetí svobody jednotlivce a demokracie v Evropě i ve světě. Další vliv na podobu deklarace měla doktrína přirozeného práva a lidská práva, jež jsou považována za univerzální, platná vždy a všude.
Původní návrh dokumentu napsal markýz de La Fayette, na který pak navázal a do finální podoby ho převedl abbé Sieyès.

## Vznik
Sepsání samotné Deklarace práv člověka a občana předcházelo dlouhé období úpadku feudální francouzské monarchie, kde stavovská společnost byla hierarchicky strukturovaná, panovník měl absolutní moc a průmyslová výroba byla teprve ve svých počátcích. Vedle ekonomických a politických problémů se začaly kumulovat i problematiky ideové. Ty samé směry, jako jsou myšlenky absolutismu či křesťanství, které byly na počátku 17. století přijímány, jsou nyní zpochybňovány. Ideje božského práva a nerovných tříd jsou nahrazovány přirozeným právem a principem rovnosti.
Jak píše Hugh Brogan: Královský despotismus byl tak mocnou silou, že nejen oloupil Francouze o veškerou zálibu ve svobodě, ale zničil i všechny instituce a zrušil zákony, které konstituovaly sociální a politický řád, takže když zeslábl, stát se okamžitě zhroutil do revoluce.
Obsah deklarace je zásadně ovlivněný myšlenkami doby osvícenství. Hlavní návrhy připravil La Fayette, francouzský osvícenský šlechtic a generál, ve spolupráci se svým blízkým přítelem Thomasem Jeffersonem. Lafayette po roce 1789, kdy se stal poslancem Generálních stavů, důrazně apeloval na nutnost následovat vzor americké republiky a jejich Americké ústavy. Dalšími spolupracovníky na rozpracovávání konceptu a vypracování konečné podoby Deklarace byli abbé Emmanuel Joseph Sieyès a Honoré Mirabeau. 
Poslední článek Deklarace práv člověka a občana byl přijat 26. srpna 1789 Národním ústavodárným shromážděním. Původní verzi Deklarace projednávali zástupci v podobě 24 článků, vedeni Jérômem Championem de Cicé. Deklarace práv člověka a občana z roku 1793, druhá a podstatně delší deklarace, byla sice sepsána, ale formálně nebyla nikdy přijata.

## Filozofický a teoretický základ deklarace
Ideový základ deklarace vychází z myšlenek osvícenských filozofů, kteří nově přinášejí pojmy jako je individualismus, dělba moci (idea podporovaná baronem de Montesquieu) a Rousseauem teoreticky formulovaná společenská smlouva. Francouzská deklarace práv člověka a občana čerpá ze stejných teoretických východisek jako americká Deklarace nezávislosti, a to z politické filozofie osvícenství a zásad lidských práv. V deklaraci jsou obsažené jednotné definice individuálních a kolektivních práv pro všechny občany. Tato práva jsou formulována z perspektivy přirozených práv, což znamená že jsou považována za univerzálně platná nehledě na čas a místo. Například: Lidé se rodí a zůstávají svobodní a rovní v právech. Společenské rozdíly mohou být založeny pouze na obecném dobru. K přirozenému právu také patří vnímání člověka jako racionálního a aktivního tvora.
Deklarace práv člověka a občana (stejně jako Deklarace nezávislosti z roku 1776) uznává nezadatelnost, přirozenost, univerzálnost a nezcizitelnost lidských práv, jejichž ochranu by měl zajišťovat volený a občanům odpovědný stát, v jehož čele stojí volení zástupci. Avšak na rozdíl od liberální americké tradice, klade francouzská republikánská na první místo národ – který pak dále realizoval individuální práva.
Cílem deklarace bylo reprezentování vůle lidové masy i buržoazní menšiny a překlenutí se tak přes starý režim k režimu novému, na procesu politické transformace nové společnosti založené na novém pojetí správy věcí veřejných. Jednalo se však spíš o vizi, které chtěla Francie dosáhnout než uzákoněnou realitu každodenního života. Jednou z komplikací byl fakt, že byla demokracie a s ní spojená lidská práva považovaná za synonyma rozvratu a chaosu.

## Znění
Představitelé francouzského lidu, kteří se ustavili v Národní shromáždění, po uvážení, že neznalost, opomíjení či neúcta k lidským právům jsou jedinými příčinami všeobecných běd a korupce vlád, rozhodli se vyložit ve Slavnostní deklaraci přirozená, nezadatelná a posvátná práva člověka, aby tato Deklarace, stále na očích všem členům společnosti, připomínala jim bez ustání jejich práva a povinnosti...
V důsledku toho Národní shromáždění v přítomnosti a pod záštitou Nejvyšší bytosti uznává a proklamuje následující lidská a občanská práva:
I. článek - Lidé se rodí a zůstávají svobodní a rovnoprávní. Sociální rozlišení může se zakládat pouze na společenské užitečnosti.
II. článek - Cílem každého politického sdružení musí být zachování přirozených a nepromlčitelných lidských práv, jimiž jsou svoboda, vlastnictví, osobní bezpečnost a odpor proti útlaku.
III. článek - Jediným zdrojem veškeré suverenity je Národ. Žádná instituce, žádný jednotlivec nemůže vykonávat pravomoc, která by od něj výslovně nepocházela.
IV. článek - Svoboda spočívá v možnosti činit vše, co neškodí druhému. Požívání přirozených práv člověkem nemá tedy jiná omezení než ta, jež zajišťují požívání stejných práv ostatním členům společnosti. Tato omezení může stanovit jedině zákon.
V. článek - Zákon má právo zabraňovat pouze činům společensky škodlivým. Vše, co není zákonem zapovězeno, nemůže být zakázáno a nikdo nemůže být nucen, aby činil to, co zákon nenařizuje .
VI . článek - Zákon je výrazem obecné vůle. Všichni občané mají právo podílet se osobně či prostřednictvím svých zástupců na jeho vytváření. Musí být stejný pro všechny, ať už chrání či trestá. Všem občanům, kteří jsou si před ním rovni, jsou stejně dostupné veškeré hodnosti, místa a veřejné úřady podle jejich schopností přičemž jediným rozlišením je jejich ctnost a talent.
VII. článek - Nikdo nemůže být obžalován, zatčen ani vězněn, kromě případů stanovených zákonem a podle forem zákonem předepsaných. Ti, kdož vymáhají, prosazují, vykonávají či nechávají vykonávat svévolné příkazy, musí být potrestáni. Avšak každý občan pohnaný před soud postižený na základě zákona musí okamžitě poslechnout, jinak se proviní odporem vůči veřejné moci.
VIII. článek - Zákon může stanovit pouze tresty nezbytné a zjevně nutné a nikoho nelze trestat než na základě zákona stanoveného a veřejně vyhlášeného před přečinem a legálně aplikovaného.
IX. článek - Každý je pokládán za nevinného až do té doby, kdy je mu vina dokázána. Je-li považováno za nutné jeho zatčení, pak veškerá krutost, která není při zajišťování jeho osoby nezbytná, musí být zákonem přísně potlačována.
X. článek - Nikdo nesmí být pronásledován pro své názory, jakož i náboženské vyznání, nenarušují-li jejich veřejné projevy řád stanovený zákonem.
XI. článek - Svoboda šíření myšlenek a názoru je jedním z nejcennějších lidských práv. Každý může tudíž svobodně mluvit, psát, tisknout, s výjimkou toho, že by se jednalo o zneužití těchto svobod v případech stanovených zákonem.
XII. článek - Pro zaručení lidských a občanských práv je zapotřebí veřejné moci. Tato moc je tedy zřízena ku prospěchu všech a nikoli pro soukromý užitek těch, jimž je svěřena.
XIII. článek - K udržování veřejné moci a na výdaje správy je nezbytná společná daň. Musí být rozdělena stejně mezi všechny občany úměrně jejich majetkovým poměrům.
XIV. článek - Občané mají právo usnášet se sami nebo prostřednictvím svých zástupců o nezbytnosti veřejné daně, dobrovolně ji schválit, sledovat její použití a stanovit její výši, způsob rozložení a vymáhání i délku trvání.
XV. článek - Společnost má právo požadovat na každém veřejném úředníkovi, aby skládal ze své činnosti účty.
XVI. článek - Společnost, v níž není zajištěna záruka práv ani rozhodnuto o oddělení jednotlivých forem moci, naprosto postrádá ústavy.
XVII. článek - Vlastnictví je nedotknutelné a posvátné právo. Nikdo ho nesmí být zbaven než s výjimkou případu, že to vyžaduje legálně zjištěná veřejná nezbytnost a za podmínky, že obdrží spravedlivé a předem dohodnuté odškodnění.

## Aktivní a pasivní občanství
Přestože Francouzská revoluce reagovala na potřeby většiny společnosti, stále existoval rozdíl mezi těmi, kteří získali politická práva uvedená v Deklaraci práv člověka a občana, a těmi, kteří je nezískali. Mezi tyto vynechané skupiny patřily ženy, otroci, děti a cizinci.
Za aktivní občany byli považováni ti, kteří byli držiteli občanských práv. Aktivní občanství bylo přiznáno pouze malé vrstvě populace a to těm, kteří byli rodnými Francouzi, bylo jim nejméně 25 let, platili daně ve výši tří dnů práce a neměli status sloužícího. Vzhledem k vysokým požadavkům se tak ke statutu aktivního občana dostalo pouze 4,3 milionu Francouzů z přibližně 29 milionů obyvatel. Poslanci Národního shromáždění se domnívali, že pouze ti, kteří mají hmotný zájem na národu, mohou činit informovaná politická rozhodnutí.
Za pasivní občany byli považováni ti, kteří nebyli držiteli občanských práv. Během Francouzské revoluce docházelo ke silným názorovým pnutím kvůli vzniklé asymetrii v rozdělení práv. Právě kritické hlasy žen sehrály v tomto období významnou roli. Olympe de Gouges napsala v roce 1791 Deklaraci práv ženy a občanky a upozornila na potřebu rovnosti pohlaví. Přestože neměly ženy během francouzské revoluce přímou politickou moc, zaujímaly velmi důležitou pozici v občanské sféře. Společenský vliv jim umožňovala angažovanost v činnosti lidových spolků a vytváření sociálních hnutí.